# أيمن قنديل
أيمن قنديل (27 يوليو 1963 -)، ممثل مصري.

## عنه
تخرج في كلية الشريعة والقانون وعمل محاميا، قبل أن يتجه للإعلانات، وذاع صيته عندما قام ببطولة حملة إعلانية لقناة فضائية إشتهر فيها بشخصية المنتج (تهامى باشا)، ليستثمر نجاح الشخصية ويعيد تقديمها في فيلم (أنا بضيع يا وديع) عام 2011، من أبرز أعماله أيضاً (سجن النسا، الداعية)

## من أعماله

### أفلام
- مندوب مبيعات 2023
- الخروج عن النص 2018
- فيلم مش هندي 2017
- فوبيا 2017
- تعويذة تو 2017
- المشخصاتي 2 2016
- الجيل الرابع 4G
- جمهورية 2015
- حصلنا الرعب 2014
- وش سجون 2014
- أنا بضيع يا وديع 2011 (بطولة)
- سمير وشهير وبهير 2010
- حين ميسرة 2007

### مسلسلات
- قوت القلوب 2 2020
- ألف ليلة وليلة 2015
- نصباية 2015
- سجن النسا 2014
- اتهام 2014
- الكبير أوي 3 2013
- الداعية 2013
- شط إسكندرية 2008
- طائر الحب 2005

## روابط خارجية
- أيمن قنديل على موقع الدهليز
- أيمن قنديل على موقع قاعدة بيانات الأفلام العربية